# NGC 6418
NGC 6418 est une galaxie spirale barrée relativement éloignée et située dans la constellation du Dragon. Sa vitesse par rapport au fond diffus cosmologique est de 8 543 ± 5 km/s, ce qui correspond à une distance de Hubble de 126,01 ± 8,82 Mpc (∼411 millions d'al). Elle a été découverte par l'astronome américain Edward Swift en 1885.
On voit clairement la présence d'une barre centrale et d'un anneau sur l'image provenant des données du relevé SDSS. L'image montre aussi un bras qui semble partir de l'anneau. La classification de spirale barrée d'HyperLeda semble mieux décrire cette galaxie, mais il faudrait peut-être la classer comme une galaxie particulière étant donné le bras externe non relié directement à la barre.
NGC 6418 est une galaxie active de type Seyfert 1, mais la base de données Simbad indique qu'elle est de type 2.